# Péninsule de Mullet
La péninsule de Mullet (irlandais : Leithinis un Mhuirthead) est une péninsule dans la baronnie d'Erris dans le comté de Mayo, en Irlande.
Elle se compose d'un grand promontoire relié au continent à Belmullet (Béal un Mhuirthead), une ville d'environ 2 000 habitants, par un isthme. Il y a plusieurs villages sur la presqu'île de Mullet comprenant Aughleam, Elly, Corclough et Binghamstown.
La péninsule mesure environ 33 km de long et 12 km de largeur à ses parties les plus larges, son altitude est de 50 mètres dans sa partie la plus étroite. Son point le plus au nord est Erris Head (en). La péninsule sépare deux baies, la baie de Blacksod et la baie de Broadhaven (en).
La péninsule de Mullet fait partie de la région Gaeltacht, parlant le gaélique irlandais. La région compte plusieurs écoles d'été en langue irlandaise. Le Mullet est populaire auprès des touristes qui trouvent des kilomètres de plages de sable blanc et un climat doux. Les principales attractions sont le golf, les sports nautiques, le cerf-volant, le canotage et la pêche, en particulier la pêche en mer.

## Site de test d'énergie des vagues océaniques
Au nord-ouest de la péninsule de Mullet, un site pour tester des dispositifs océaniques à grande échelle (l'énergie des vagues) a été sélectionné entre Frenchport Pier, Annagh Head et Cross. Ce site verra pour la première fois à grande échelle des appareils testés au large de la côte ouest de l'Irlande. Des prototypes ont été testés en cuve à Cork et des modèles à l'échelle ont été testés près de Spiddal dans la Baie de Galway ces dernières années. Le potentiel d'énergie des vagues dans l'océan Atlantique entre North Mayo et West Donegal est l'un des meilleurs au monde pour le développement de cette nouvelle technologie d'énergie renouvelable. Plusieurs types d'appareils seront testés au large de la péninsule de Mullet, .

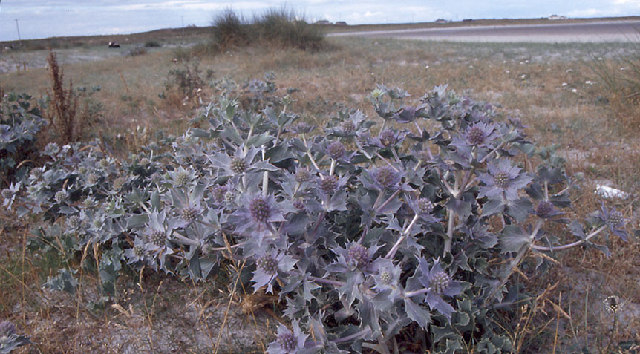
Panicaut maritime à Termoncarragh.

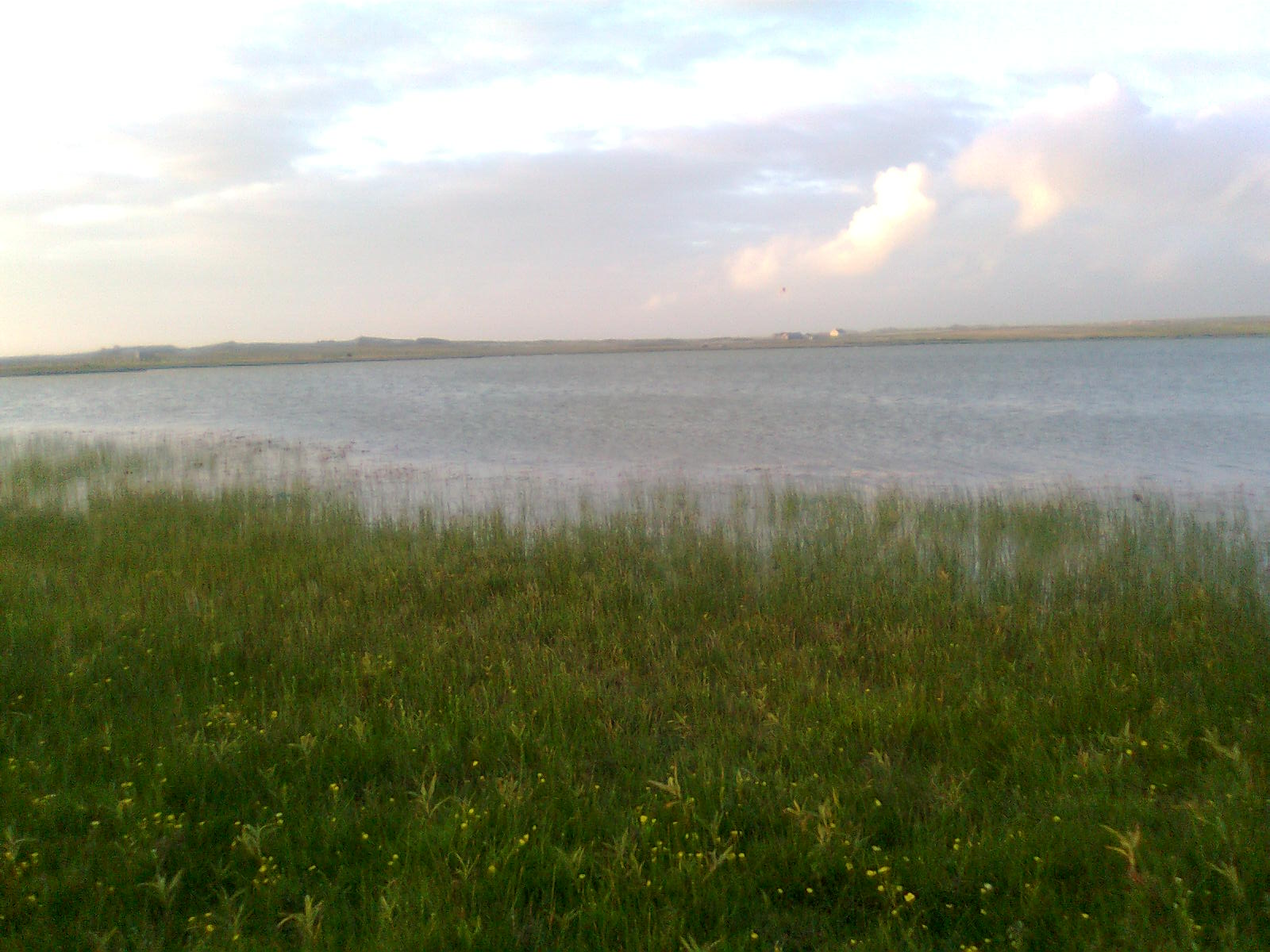
Le lac de Cross, Erris.